# Ён Тхабаль
Ён Тхабаль — казахский хан корейского происхождения.  